# Partit Regionalista Independent Demòcrata
El Partit Regionalista Independent Demòcrata (acrònim: PRI; en castellà i oficialment, Partido Regionalista Independiente Demócrata) és un partit polític xilè de tendència regionalista, originat el 27 de desembre de 2017 i constituït legalment com a partit polític el 20 de febrer de 2018 per la fusió dels partits Regionalista Independent i Democràcia Regional Patagona.
És membre de la coalició conservadora xilena Chile Vamos.

## Història
Després dels resultats de les eleccions parlamentàries de 2017, en què ni el PRI ni DRP van aconseguir la votació mínima requerida per llei per mantenir el seu estatus legal, el 27 de desembre de 2017 tots dos partits van acordar fusionar-se en una sola entitat, Inicialment, les opcions possibles per al nom del nou partit van ser «Partit Regionalista Demòcrata» i «Centre Democràtic Regionalista».
El partit va ser constituït oficialment el 20 de febrer de 2018. El seu logotip consisteix en la paraula «PRI» de color blau amb una estrella vermella sobre la lletra I, i a sota la paraula «Demòcrata» en verd.
El 17 de novembre de 2018 es va dur a terme un Consell General. Hugo Ortiz de Filippi va ser elegit president del partit per 42 vots contra els 26 que va rebre Eduardo Salas. Aquest darrer, un dels fundadors del PRI, va acabar sent expulsat de la col·lectivitat a l'abril de 2019. Després d'aquesta situació, al juliol de 2019, Salas va anunciar la creació del partit Nova Classe Mitjana, alhora que la subsecretària de Béns Nacionals, Alejandra Bravo (la seva esposa), va anunciar la seva renúncia al nou PRI Demòcrata.

## Directiva
La directiva actual del partit està integrada per:
- President: Rodrigo Caramori Donoso
- Secretari general: Diego Berríos Durán
- Tresorer: Víctor Valenzuela
- Vicepresident: Antonio Muñoz Caballero
- Vicepresident: Pere Sanhueza
- Vicepresident: Remberto Bravo
- Subsecretaria: Tamara Espinoza Gutierrez
- Protesorer: Solercio Rojas Aguirre
- Directors: 
  - Camilo Jiménez
  - Eslayne Portilla

## Presidents
| President               | Període                                       |
| ----------------------- | --------------------------------------------- |
| Eduardo Salas Truja     | 20 de febrer de 2018-17 de novembre de 2018   |
| Hugo Ortiz de Filippi   | 17 de novembre de 2018-14 de desembre de 2019 |
| Rodrigo Caramori Donoso | 14 de desembre de 2019-                       |